# Isoperla luzoni
Isoperla luzoni is een steenvlieg uit de familie Perlodidae. De wetenschappelijke naam van de soort is voor het eerst geldig gepubliceerd in 2005 door Tierno de Figueroa.